# Wind of change (Rede)
Wind of change (englisch wind of change speech) benennt eine Rede, die der damalige britische Premierminister Harold Macmillan am 3. Februar 1960 in Kapstadt vor beiden Kammern des südafrikanischen Parlaments hielt.
Macmillan leitete damit den Rückzug Großbritanniens aus seinen afrikanischen Kolonien ein: im Afrikanischen Jahr 1960 wurden Britisch-Somaliland und Nigeria in die Unabhängigkeit entlassen.